# Aliabad-e Abgarm
Aliabad-e Abgarm (perski: علي ابادابگرم) – wieś w Iranie, w ostanie Fars. W 2006 roku liczyła 105 mieszkańców w 31 rodzinach.